# Teugn
Teugn (in bavarese: Deing) è un comune tedesco di 1 554 abitanti, situato nel land della Baviera.